# Marion Weber

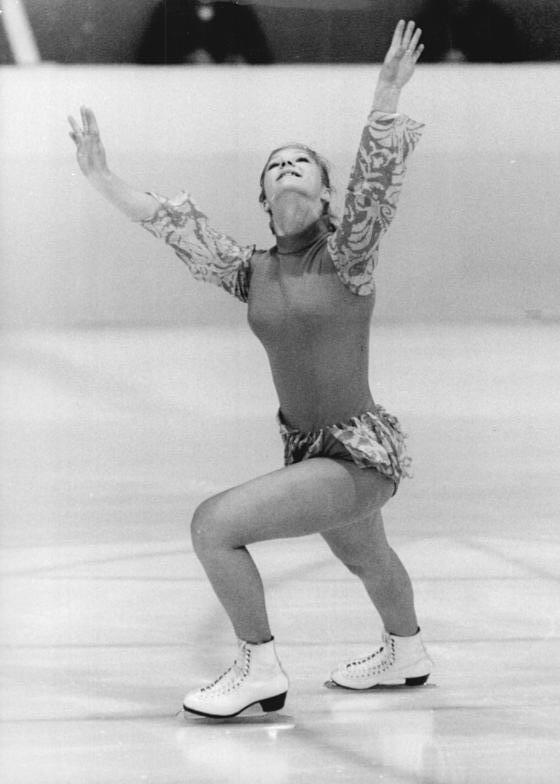
Marion Weber (1974)

Marion Weber (* 19. Mai 1959 in Karl-Marx-Stadt) ist eine deutsche ehemalige Eiskunstläuferin, die im Einzellauf startete. Sie startete für die Deutsche Demokratische Republik und gehörte dem SC Karl-Marx-Stadt an. Sie nahm 1976 für die DDR an den Olympischen Winterspielen teil.

## Karriere
Zwischen 1974 und 1978 konnte Marion Weber insgesamt zwei Silber- und zwei Bronzemedaillen bei den DDR-Meisterschaften im Eiskunstlauf gewinnen. Einen DDR-Meistertitel konnte sie nie gewinnen. Nachdem sie bei den Europameisterschaften 1974 in Zagreb den neunten Platz belegt hatte, nahm sie im Alter von 14 Jahren an den Weltmeisterschaften 1974 in München teil und belegte beim Sieg ihrer Landsfrau Christine Errath den zehnten Platz, ein Jahr später bei den Europameisterschaften 1975 in Kopenhagen den siebten Platz und bei den Weltmeisterschaften 1975 in Colorado Springs erneut den zehnten Platz.
Obwohl sie bei den Europameisterschaften 1976 in Genf den Wettbewerb nicht beendete, wurde sie vom Nationalen Olympischen Komitee der DDR gemeinsam mit Christine Errath und Anett Pötzsch für den Eiskunstlauf-Wettbewerb der Frauen bei den Olympischen Winterspielen 1976 in Innsbruck nominiert. Den Wettbewerb beendete sie auf dem elften Platz. Ein Jahr später verpasste sie beim Sieg ihrer Teamkollegin Anett Pötzsch als Vierte bei den Europameisterschaften 1977 in Helsinki knapp eine Medaille und bei den Weltmeisterschaften 1977 in Tokio belegte sie den neunten Platz.
Während ihrer aktiven Karriere wurde sie in Karl-Marx-Stadt von Jutta Müller trainiert.